# 岩崎恵美子
岩崎 恵美子（いわさき えみこ、1944年3月8日 - ）は、日本の医師。元・厚生省仙台検疫所所長 (初の女性検疫所長)、元・仙台市副市長。

## 人物
新潟県新潟市出身、新潟大学医学部医学科卒業。耳鼻科医として勤務の後、公衆衛生分野に移り、検疫所、国際協力機構（JICA）、世界保健機構(WHO)での活動などを通して、日本国内外における感染症対策の経験を積んだ。
2007年、当時の仙台市長・梅原克彦の要請で奥山恵美子、笠原周二とともに同市副市長に就任。「仙台方式」と呼ばれる先進的な新型インフルエンザ対策（地域の診療所が軽症者の診療を担う等）を行うなどした。
2009年7月、梅原の引退に伴う仙台市長選挙に立候補したものの、民主党、社民党などが支援し、同じく副市長だった奥山に敗れて落選した。この選挙では自由民主党、公明党、日本共産党などが自主投票として新人6人が立候補、当選した奥山も同じく仙台市副市長を前職とする「恵美子」であり、地元マスコミでは、元副市長2人による「恵美子対決」とも呼ばれた。岩崎は、「梅原市政の継承」を訴えたが、告示5日前の立候補表明だったこともあり、選挙戦の終盤まで出遅れを挽回できなかった。

## 経歴
- 1962年3月 - 新潟県立新潟中央高等学校卒業
- 1968年5月 - 新潟大学医学部医学科卒業[2]
- 1970年5月 - 医師免許取得[2]
- 1975年5月 - 新潟大学医学部耳鼻咽喉科 研修医[2]
- 1978年5月 - 新潟臨港総合病院耳鼻咽喉科 医長[2]
- 1993年5月 - カルナータカ癌センター（インド・カルナータカ州） 非常勤医師[2]
- 1996年1月 - 新潟大学公衆衛生学教室 非常勤講師[2]
- 1996年4月 - タイ国マヒドン大学（Mahidol University）熱帯医学・衛生学 ディプロマコース入学[2]
- 1996年9月 - 同・修了、Tropical Medicine & Hygene の学位取得[2]
- 1997年3月 - JICA派遣専門家として、パラグアイの地域保健強化プロジェクトに参加[2]
- 1998年4月 - 厚生省・成田空港検疫所 企画調整官[2]
- 1998年11月 - 厚生省・仙台検疫所 所長[2]
- 2000年10月 - WHOの派遣要諦により、ウガンダにおけるエボラ出血熱の診療・診断調査活動に参加[2]
- 2003年5月 - SARS対応協議のためのASEAN＋3ヶ国空港当局者会議（マニラ）に、日本代表として出席[2]
- 2003年6月 - WHO「SARS対策専門家世界会」（クアラルンプール）に、日本代表として出席[2]
- 2007年4月 - 仙台市副市長に就任
- 2009年8月 - 仙台市長選挙に立候補するも、落選（次点）

## 著作
- 『間違いだらけのインフルエンザ対策』（日本文芸社、2009年10月）